# Représentations diplomatiques du Soudan du Sud

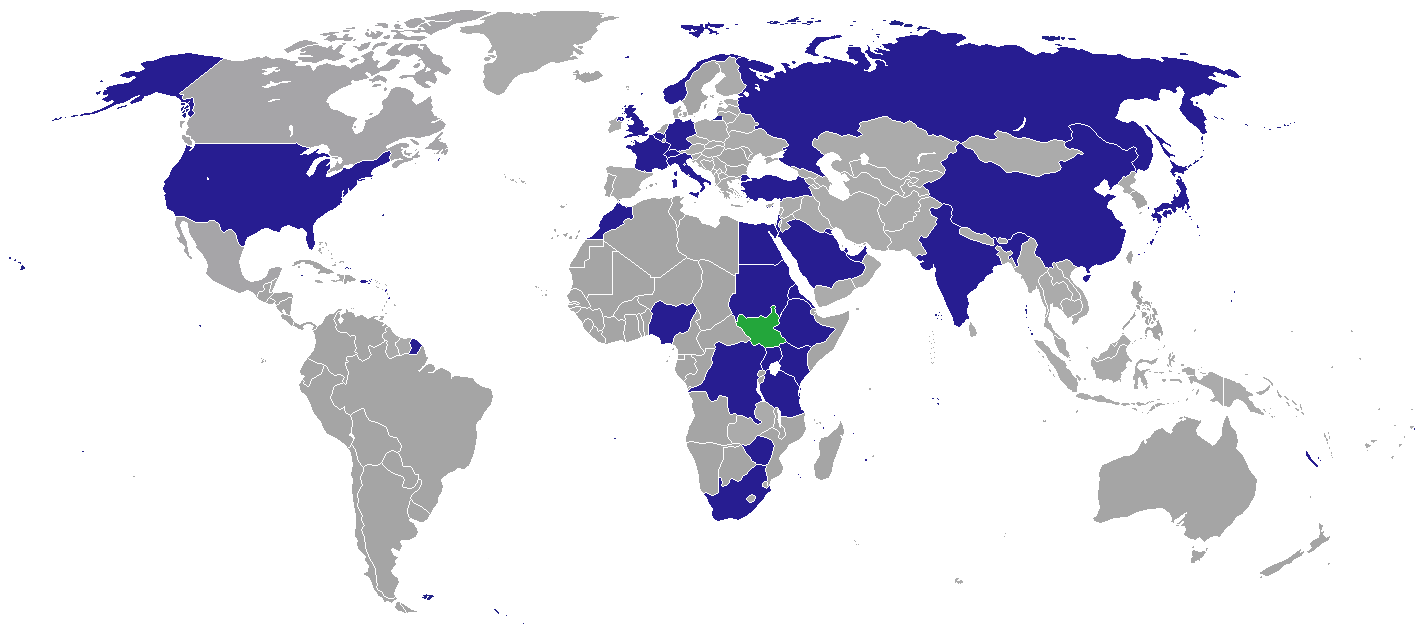
Missions diplomatiques du Soudan du Sud.

Cet article liste les missions diplomatiques du Soudan du Sud, un État devenu indépendant en juillet 2011. 

## Afrique
- Afrique du Sud
  - Pretoria (ambassade)
- République démocratique du Congo
  - Kinshasa (ambassade)
- Égypte
  - Le Caire (ambassade)
- Érythrée
  - Asmara (ambassade)
- Éthiopie
  - Addis-Abeba (ambassade)
- Kenya
  - Nairobi (ambassade)
- Maroc
  - Rabat (ambassade)
- Nigeria
  - Abuja (ambassade)
- Ouganda
  - Kampala (ambassade)
- Soudan
  - Khartoum (ambassade)
- Tanzanie
  - Dar es Salam (ambassade)
- Zimbabwe
  - Harare (ambassade)

## Amérique
- États-Unis
  - Washington (ambassade)

## Asie
- Arabie saoudite
  - Riyad (ambassade)
- Chine
  - Pékin (ambassade)
- Émirats arabes unis
  - Abou Dabi (ambassade)
  - Dubaï (consulat général)
- Inde
  - New Delhi (ambassade)
- Israël
  - Tel Aviv (ambassade)
- Japon
  - Tokyo (ambassade)
- Koweït
  - Koweït (ambassade)
- Qatar
  - Doha (ambassade)
- Turquie
  - Ankara (ambassade)

## Europe
- Allemagne
  - Berlin (ambassade)
- Belgique
  - Bruxelles (ambassade)
- France
  - Paris (ambassade)
- Italie
  - Rome (ambassade)
- Norvège
  - Oslo (ambassade)
- Royaume-Uni
  - Londres (ambassade)
- Russie
  - Moscou (ambassade)
- Suisse
  - Genève (ambassade)

## Galerie

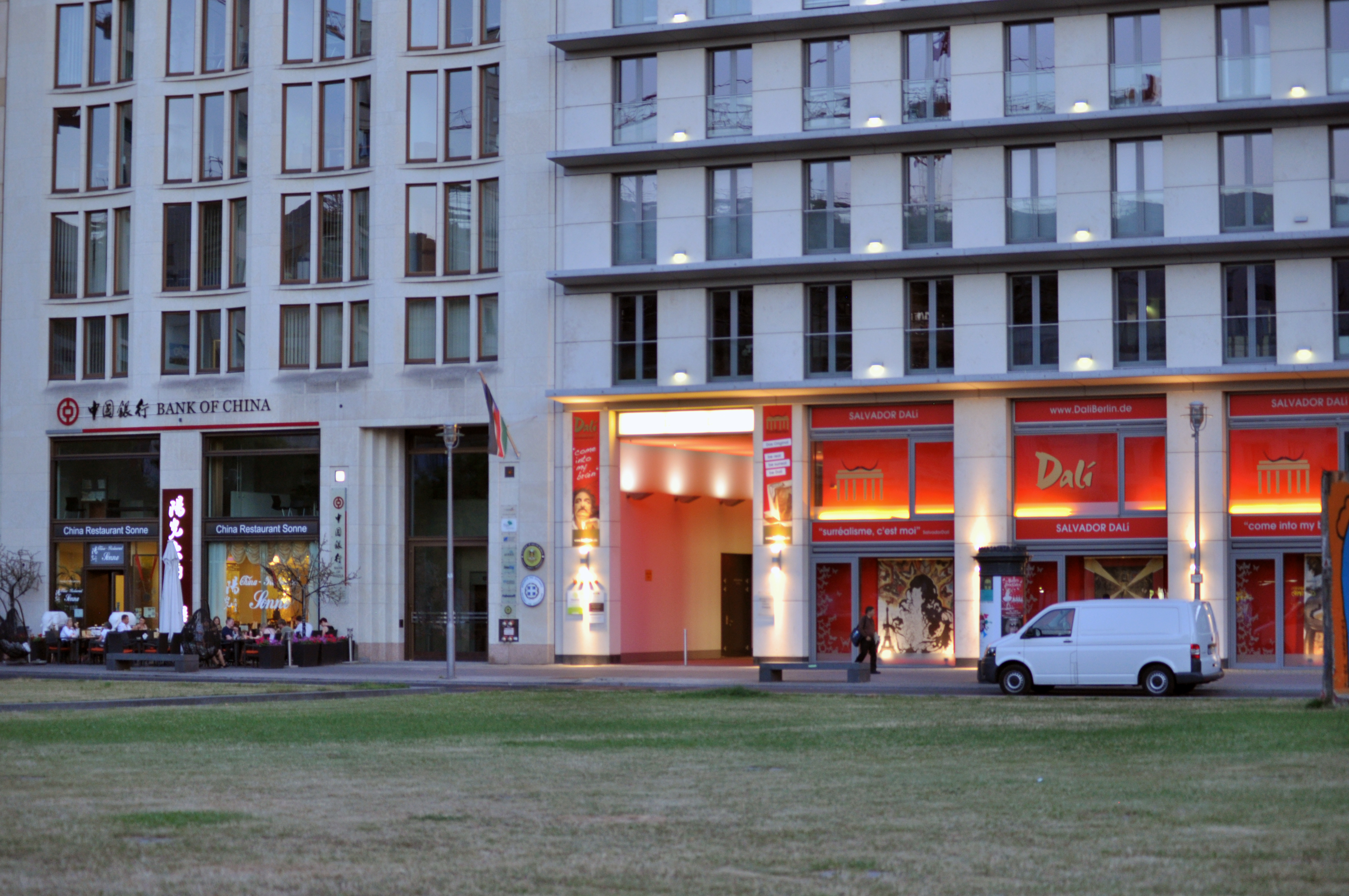
Ambassade à Berlin.
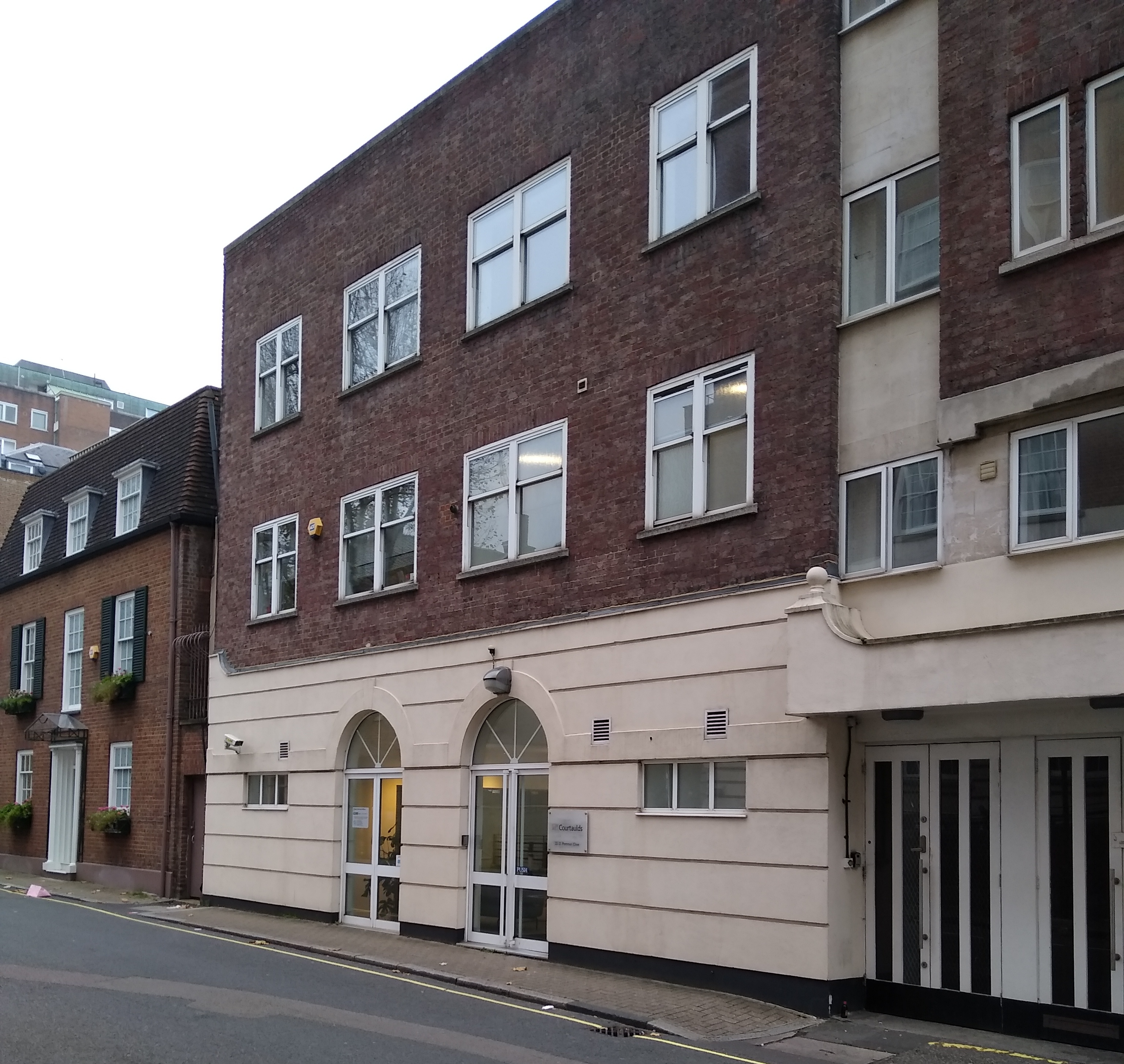
Ambassade à Londres.
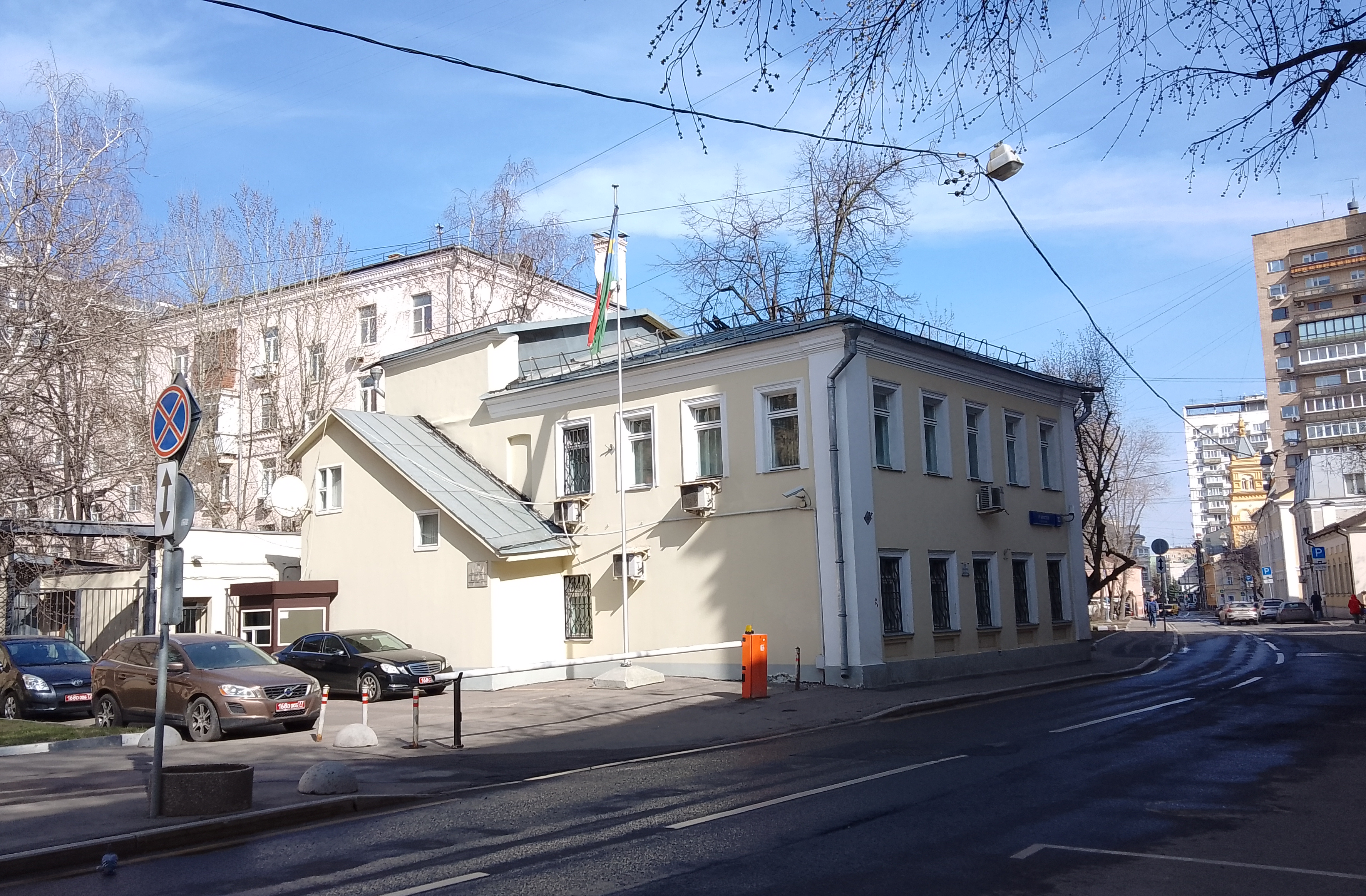
Ambassade à Moscou.
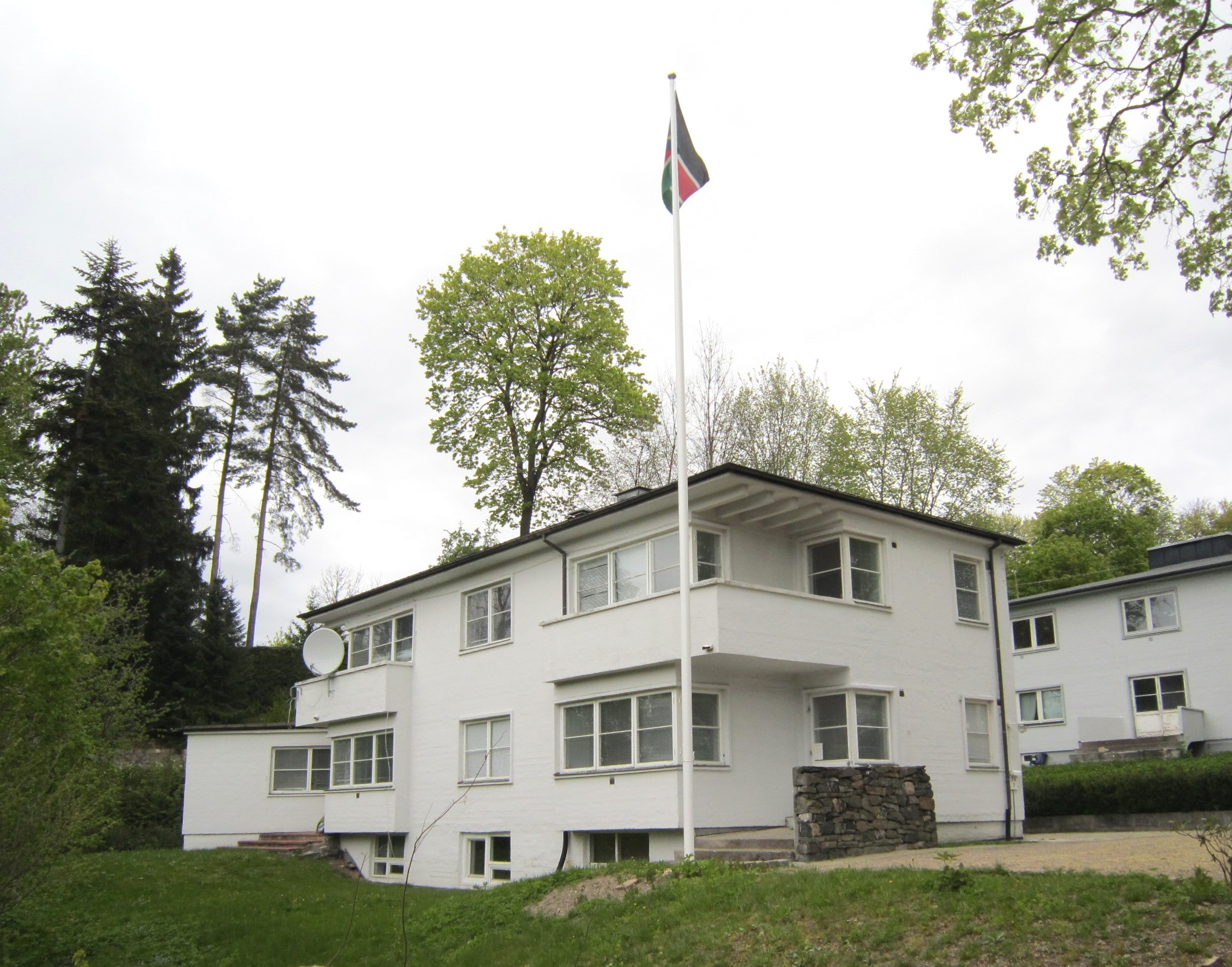
Ambassade à Oslo.
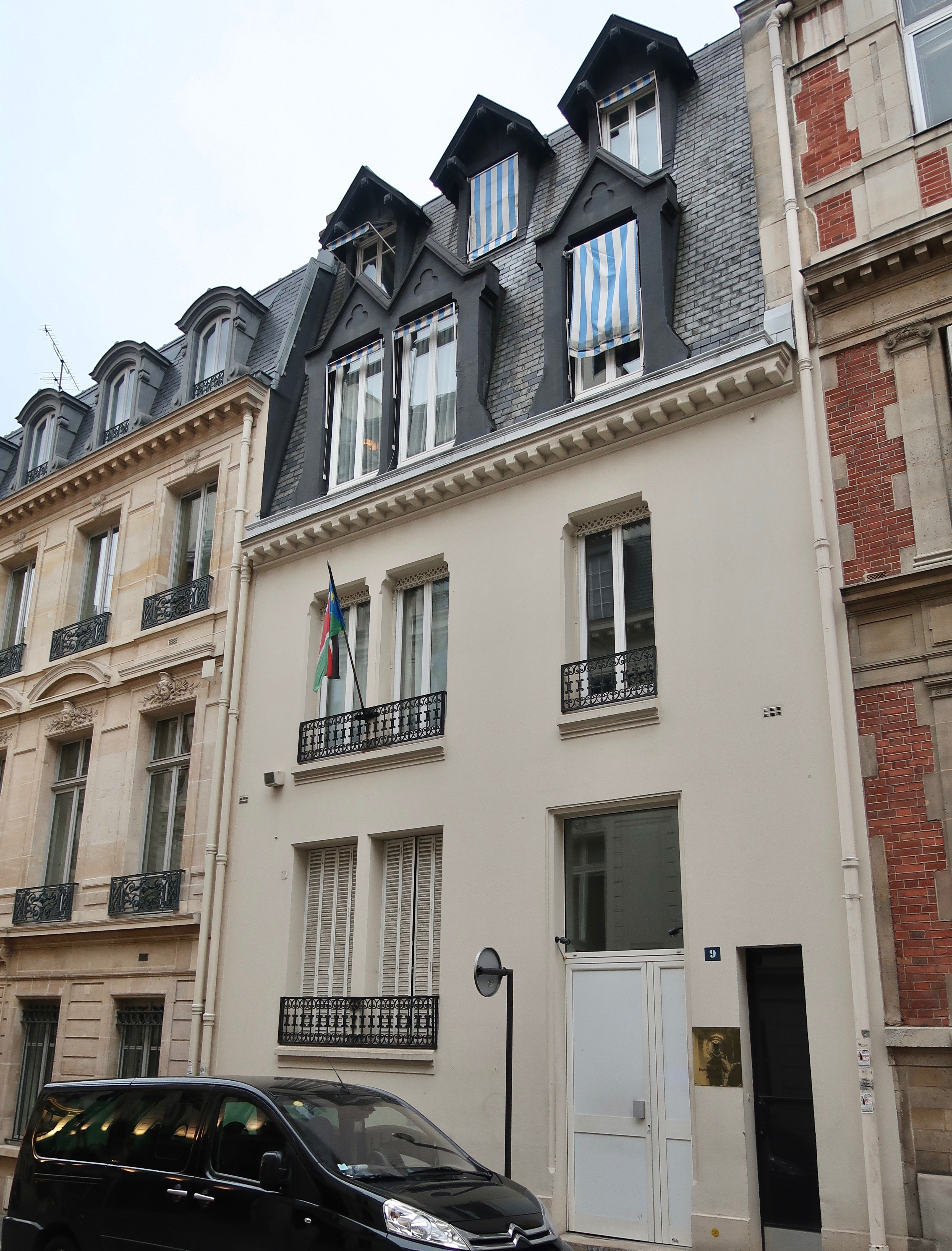
Ambassade à Paris.
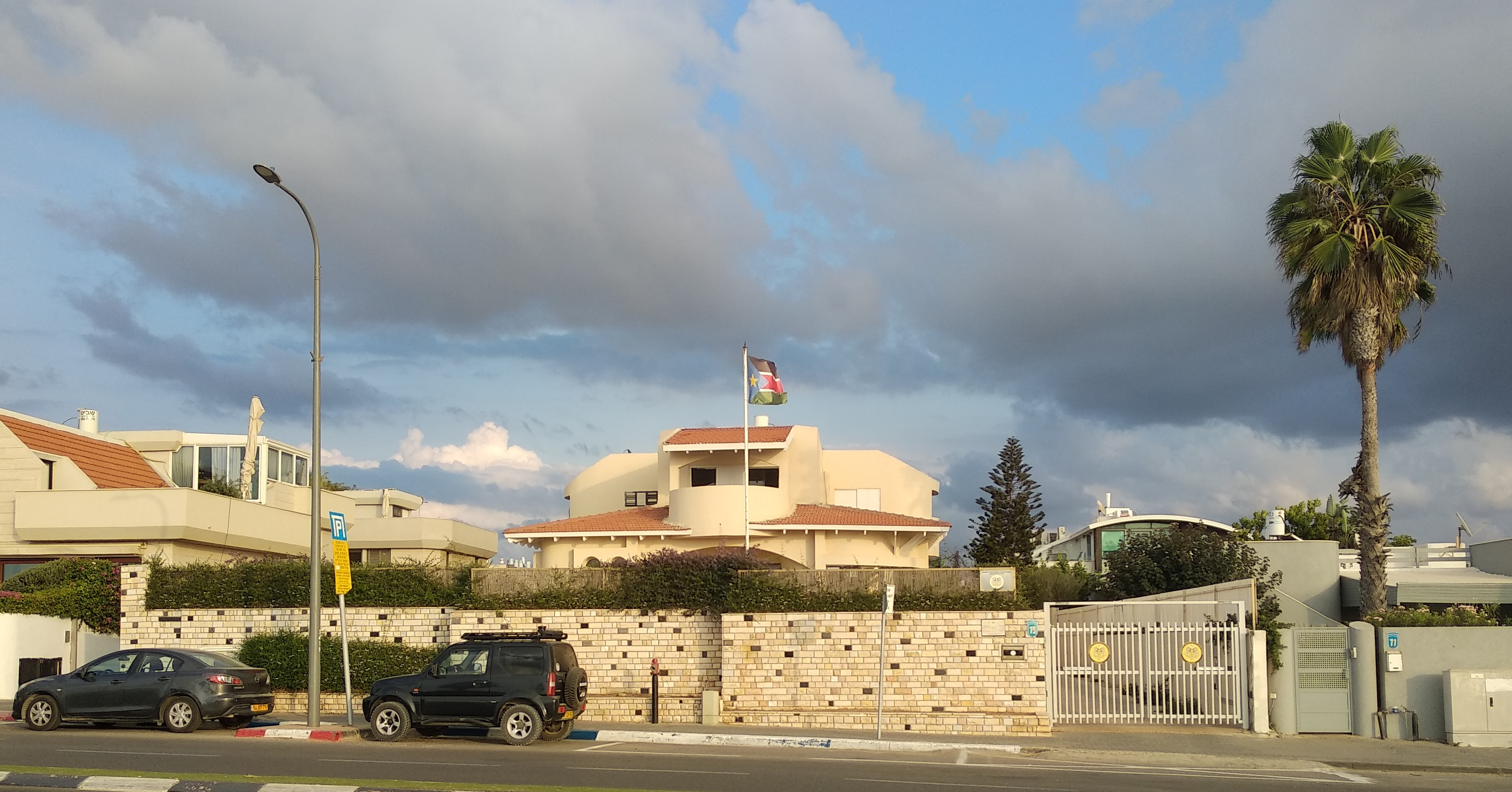
Ambassade à Tel Aviv.